# Boechera gracilipes
Boechera gracilipes är en korsblommig växtart som först beskrevs av Edward Lee Greene, och fick sitt nu gällande namn av Robert D. Dorn. Boechera gracilipes ingår i släktet indiantravar, och familjen korsblommiga växter. Inga underarter finns listade i Catalogue of Life.